# Исаев, Алексей Александрович
Алексей Александрович Исаев (азерб. Aleksey Aleksandroviç İsayev; род. 9 ноября 1995, Красноярск) — российский и азербайджанский футболист, полузащитник клуба «Карабах» и сборной Азербайджана.

## Клубная карьера
На взрослом уровне дебютировал в составе «Енисея» 30 сентября 2014 года в матче Первенства ФНЛ против петербургского «Динамо», выйдя на замену после перерыва вместо Вадима Гаглоева. 30 августа 2016 года перешёл в петербургский «Зенит», подписав контракт на 3 года. Сумма сделки составила 15 миллионов рублей. Отыграв за «Зенит-2» 24 матча, летом 2017 года вернулся в «Енисей» на правах аренды. За команду отыграл 25 матчей и забил 2 гола и помог клубу впервые в истории выйти в Премьер-лигу, однако в стыковых матчах участия не принимал.
Летом 2018 года подписал контракт с клубом «Сумгаит». 11 августа дебютировал в чемпионате Азербайджана, выйдя в стартовом составе на матч 1-го тура против «Нефтчи». С лета 2020 года игрок клуба «Сабах».

## Смена гражданства
В декабре 2018 года стало известно, что Исаев получил паспорт гражданина Азербайджана. Эксперты отмечали его уверенную игру за «Сумгаит», несмотря на последнее место команды в Премьер-лиге, и выражали надежды, что полузащитник сможет усилить и национальную сборную.

### Карьера в сборной
Впервые Исаев получил вызов в сборную Азербайджана на мартовские матчи отборочного турнира к Евро-2020 с Хорватией и Литвой. Однако игрок получил травму на тренировке и досрочно покинул расположение команды.
14 марта 2021 года получил ещё один вызов в сборную Азербайджана для участия в матчах отборочного турнира чемпионата мира 2022 года против сборных Португалии и Сербии, а также товарищеском матче против Катара. 24 марта 2021 года дебютировал в сборной Азербайджана в выездном матче первого тура отборочного турнира чемпионата мира 2022 против сборной Португалии (0:1), выйдя на замену на 85-й минуте вместо Эмина Махмудова.